# لوغان باين
لوغان باين (بالإنجليزية: Logan Payne)‏ هو لاعب كرة قدم أمريكية أمريكي، ولد في 21 يناير 1985 في تامبا في الولايات المتحدة.

## وصلات خارجية
- لوغان باين على موقع مرجع كرة القدم المحترفة.كوم (الإنجليزية)